# 雇佣人生
《雇佣人生》（西班牙語：El Empleo），是2008年阿根廷上映的一部动画。该动画主要讲述一个由人力维系的城市。该作获得过一些奖项，并在YouTube上取得超过570万次的播放量。

## 剧情简介
该作主要讲述一个人在人力维持的家里吃完早饭后乘坐人力车来到公司，并成为了公司中一个物品的故事。
该作的背景来源于里斯本老城的罗西奥广场。